# Mary Carr Moore
Mary Carr Moore (geborene Mary Louise Carr; * 6. August 1873 in Memphis, Tennessee; † 9. Januar 1957 in Inglewood, Kalifornien) war eine US-amerikanische Komponistin und Musikpädagogin.

## Leben
Sie absolvierte zunächst in San Francisco eine Gesangsausbildung bei Henry Beckford Pasmore, bevor sie Komposition bei John Haraden Pratt studierte. Im Alter von neunzehn Jahren komponierte sie ihre erste Oper (The Oracle) nach einem eigenen Libretto. 1898 heiratete sie Dr. John Claude Moore. 
1912 wurde in Seattle ihre Oper Narcissa: Or, The Cost of Empire uraufgeführt, die die Ereignisse des Whitman-Massakers aufgriff. Mary Carr Moore selbst dirigierte die Uraufführung ebenso wie Neuaufführungen in San Francisco (1925) und Los Angeles (1945). Sie erhielt für dieses Werk 1930 die David Bispham Memorial Medal. Neben weiteren Opern komponierte sie Orchesterwerke, Kammermusik, 65 Lieder, 15 Chorwerke und Klavierstücke.
1928 gründete sie den Mary Carr Moore Manuscript Club. Sie unterrichtete an der Olga Steeb Piano School (1926–1942) und am Chapman College (1928–1947). 1936 verlieh ihr das Chapman College einen Ehrendoktortitel für Musik. Ende der 1930er Jahre war sie aktiv bei der Organisation der California Society of Composers.

## Werke
- The Oracle, Oper, 1894
- Narcissa, or The Cost of Empire, Oper, 1911
- The Leper, Oper, 1912
- Memories, Oper, 1914
- Harmony, Oper, 1917
- The Flaming Arrow, or, The Shaft of Ku' Pish-ta-ya, Oper, 1922
- A Chinese Legend "The Immortal Lovers", Pantomime, 1922
- David Rizzio, Oper, 1928
- Los Rubios, Oper, 1931
- Flutes of Jade Happiness, Oper, 1933
- Légende Provençale, Oper, 1935

## Anmerkung
1. ↑  Die meisten Quellen geben als Sterbedatum den 9. Januar an (New Grove, American National Biography, Dictionary of American Classical Composers, Norton/Grove Dictionary of Women Composers, US Opera und Findagrave). Gelegentlich findet sich auch der 11. Januar. Als Sterbeort nennen die meisten Quellen Inglewood, Kalifornien; andere geben Ingleside, Kalifornien, an.